# Općinska A nogometna liga Daruvar 1985./86.
Općinska A nogometna liga Daruvar je bila liga šestog stupnja nogometnog prvenstva Jugoslavije u sezoni 1985./86. 
 
Sudjelovalo je ukupno 6 klubova, a prvak je bio klub ""Ribar" iz Končanice.  

## Ljestvica
| mj. | klub                         | ut. | pob | ner | por | gol+ | gol- | bod |
| --- | ---------------------------- | --- | --- | --- | --- | ---- | ---- | --- |
| 1.  | Ribar Končanica              | 16  | 10  | 5   | 1   | 45   | 18   | 25  |
| 2.  | Kamen Sirač                  | 16  | 10  | 4   | 2   | 54   | 19   | 24  |
| 3.  | Ilova Blagorodovac           | 16  | 6   | 4   | 6   | 47   | 38   | 16  |
| 4.  | Mladost Daruvarski Brestovac | 16  | 3   | 3   | 10  | 24   | 63   | 9   |
| 5.  | Dinamo Šuplja Lipa           | 16  | 2   | 2   | 12  | 18   | 58   | 6   |
|     | Jedinstvo Miokovićevo        | 7   | 0   | 0   | 7   | 7    | 23   |     |

- "Jedinstvo" Miokovićevo – odustali nakon 7. kola. U ljestvici prikazani postignuti rezultati
- Daruvarski Brestovac – također iskazan kao Brestovac Daruvarski
- Miokovićevo – tadašnji naziv za Đulovac

## Rezultatska križaljka
| kratica | klub                         | DIN | ILO | KAM | MLA | RIB | JED |
| --- | ---------------------------- | --- | --- | --- | --- | --- | --- |
| DIN | Dinamo Šuplja Lipa           |     |     |     |     |     |     |
| ILO | Ilova Blagorodovac           |     |     |     |     |     |     |
| KAM | Kamen Sirač                  |     |     |     |     |     |     |
| MLA | Mladost Daruvarski Brestovac |     |     |     |     |     |     |
| RIB | Ribar Končanica              |     |     |     |     |     |     |
| JED | Jedinstvo Miokovićevo        |     |     |     |     |     |     |
| |                              |     |     |     |     |     |     |
| podebljan rezultat - utakmice od 1. rezultat normalne debljine - utakmice od rezultat nakošen - nije vidljiv redoslijed odigravanja međusobnih utakmica iz dostupnih izvora rezultat smanjen * - iz dostupnih izvora nije uočljiv domaćin susreta prekrižen rezultat - poništena ili brisana utakmica p - utakmica prekinuta 3:0 p.f. / 0:3 p.f. - rezultat 3:0 bez borbe n.i. - nije igrano |                              |     |     |     |     |     |     |

 Izvori: